# Schloss Mézières
Das Schloss Mézières (französisch Château de Mézières) ist der Herrschaftssitz von Mézières im Glanebezirk des Kantons Freiburg in der Schweiz und der Sitz des Tapeten-Museums Musée du Papier peint.

## Lage und Name
Das Schloss befindet sich direkt nördlich neben der Kirche des Dorfes an der Strasse von Romont nach Bulle. Bereits im Jahr 1197 ist ein Uldrici de Maseriis nachweisbar. Sein Name – und somit der des Ortes (1162–1214: Masieres) – erklärt sich am wahrscheinlichsten über das altfranzösische Wort „maisiere“, das laut dem Lexikon der schweizerischen Gemeindenamen auf eine Ummauerung hindeutet. Ob dies Bezug auf die nachgewiesene römische Villa, den Ort selbst oder aber das aktuelle Schloss nimmt, ist nicht bekannt. Auch das lateinische Pluralwort „macerias“ (deutsch Zäune, Gartenmauer) wird für die Erklärung des Namens bemüht. Es dürfte demnach am wahrscheinlichsten das ummauerte Schlossareal gemeint gewesen sein, das auch im Strassennamen „Route du clos du château“ auftaucht.

## Geschichte
Die mittelalterliche Geschichte des Schlosses ist nur unzureichend aufgearbeitet. Obwohl ein ansässiges Adelsgeschlecht bereits im 12. Jahrhundert nachweisbar ist, ist die Herrschaft erst im späten 14. Jahrhundert greifbar. Damals war Mézières dem Haus Savoyen lehnspflichtig. Das nahe Romont besass aber ebenfalls Einfluss. Die Familie de Bonvillars erbte hier zeitweise eine Mitherrschaft (1484), sowie im Jahr 1497 die hohe Gerichtsbarkeit. Ein befestigtes Haus (lateinisch domus fortis) soll gar erst im 16. Jahrhundert erwähnt worden sein. Im Jahr 1536 wurde Mézières im Rahmen der Italienischen Kriege von Freiburg übernommen. Man schuf hier keine eigene Vogtei, sondern schlug es zur Vogtei Romont. Dies führte zu wechselnden Besitzern von Herrschaft und Schloss: Der Familie de Bonvillars (bis 1547) folgte u. a. die Familie von Diesbach (1627–1654; 1756–1798), später aber auch das Burgerspital Freiburg. Nach dem Einmarsch der Franzosen im Jahr 1798 wurde die Vogtei Romont aufgelöst und Mézières kam zur Präfektur Romont, aus der 1848 der Glanebezirk wurde. Die von Diesbach blieben hier bis zum Jahr 1871 ansässig.
Sein heutiges spätbarockes Aussehen sowie seine Ausstattung erhielt das Schloss durch die Familie von Diesbach in den Jahren 1787 bis 1789. Der dreigeschossige Bau besitzt ein Walmdach mit auflockernden Dachgauben und Schornsteinen. Die Hauptfassade gen Westen ist in sieben Achsen mit zwei Eingängen aufgegliedert, über denen Wappensteine angebracht wurden. Im Südosten des Hauptgebäudes steht ein Treppenturm mit sechseckigem Knickhelm und separatem Schornstein, im Nordosten schliesst sich ein Flügel an, der vom Umbau im späten 18. Jahrhundert stammt und durch einen Übergang mit dem Haupthaus verbunden ist. Fast alle Öffnungen sind rechteckig, einzig das Südportal des Flügelbaus besitzt einen Segmentbogen. Letzte sichtbare Elemente der einstigen Burg haben sich in dem Stützpfeiler an der Südwestecke sowie einer Kreuzscharte am Treppenturm erhalten. Das Schloss wurde im Jahr 1994 saniert und im Jahr 2007 in ein Museum umgewandelt, das im Oktober öffnete.

## Nutzung
Als Besonderheit des Schlosses gelten seine reichhaltigen Tapeten aus dem 18. und 19. Jahrhundert. Die ältesten sollen aus dem Jahr 1756 stammen. Eine Erhebung aus dem Jahr 1989 ergab 27 bemalte Tapeten. Seit dem Jahr 2007 beherbergt das Schloss daher ein Tapetenmuseum (französisch Musée du Papier peint). Um den Erhalt des Gebäudes kümmert sich seit 1994 die Stiftung „Edith Moret – Château de Mézières“, die sich auch der Erforschung der Geschichte widmet. Die „Association des amis du Château de Mézières“ (deutsch Freundeskreis des Schlosses Mézières) organisiert zudem wechselnde Ausstellungen im Schloss. Das Schweizerische Inventar der Kulturgüter von nationaler und regionaler Bedeutung führt das Schloss auf seiner Liste als A-Objekt – d. h., es besitzt nationale Bedeutung – mit der KGS-Nummer 2228.